# ドナルド・ミッキー
ドナルド・ミッキー（Donald Michie、1923年11月11日 - 2007年7月7日）は、イギリスの人工知能研究者。
第二次世界大戦中は、ブレッチリー・パークの政府暗号学校で働き、ドイツのテレタイプ暗号 "Tunny" の解読に貢献した。

## 生い立ちと戦時中まで
当時英領インド帝国領だったビルマ（現在のミャンマー）のヤンゴンで生まれる。ラグビー校に進学し、ベリオール・カレッジ (オックスフォード大学)で西洋古典学を学ぶための奨学金を獲得した。しかし1943年春、戦争に何らかの貢献をしたいと考え、ベドフォード (Bedford) で諜報部員のための日本語コースに入ろうとした。行ってみると日本語コースは定員をオーバーしていたため、代わりに暗号解読のコースに入り、そこで生来の才能を発揮。6週間後ブレッチリー・パークに配属され、ドイツのテレタイプ暗号を解読する部門の一員となった。そこで、アラン・チューリング、マックス・ニューマンらと共に働いた。

## 戦後
1945年から1952年までオックスフォード大学のベリオール・カレッジで学び、1953年には哺乳類の遺伝学の Ph.D. を獲得した。
1960年、Machine Educable Noughts And Crosses Engine (MENACE) を開発。これは三目並べを学習して必勝法を身につけた世界初のプログラムである。当時コンピュータは簡単には使えなかったため、ミッキーはプログラムを約300個のマッチ箱で実装し、個々のマッチ箱が盤面の特定の状態を表すようにした。マッチ箱には様々な色つきのビーズが入っており、それぞれの色がその盤面での次の1手を表している。そして同じ色のビーズが多いほど、その1手で勝利する可能性が高いことを示していた。プログラムは数百回のゲームプレイで訓練され、毎回の結果に従ってマッチ箱のビーズの数を調整するという形で更新された。
1965年、エディンバラ大学の機械知能と知覚の部門の創設と共にミッキーは同部門の責任者となった。この部門は同大学の計算機科学部門より先に創設されている。1985年、エディンバラ大学を離れ、グラスゴーにてチューリング研究所を創設。晩年まで自然言語処理や知能理論の研究コミュニティで活発に活動し、最後の10年間は慈善団体 The Human Computer Learning Foundation の活動に尽力。2007年に死去したときには、Sophie Natural Language System に関する一連の論文と "Jehovah's Creatures"（エホバの創造物）と題した著作の原稿を完成させていた。
メモ化の技法を発明したことで知られている。
- 英国コンピュータ学会フェロー
- エジンバラ王立協会（英語版）フェロー
- 米国科学アカデミー名誉フェロー
- スロベニア芸術科学アカデミー名誉フェロー

## 私生活
3度結婚している。2度目（1952年 - 1959年）の相手は生物学者のアン・マクラーレンだった。最初の妻との間に1人、アン・マクラーレンとの間に3人の子をもうけた。子どものうち1人は経済学者、もう1人は心理学者になっている。マクラーレンとは離婚後も友人関係が続き、3人目の妻が亡くなると再び親密になった。
2007年7月7日、元妻のマクラーレンと共にロンドンからケンブリッジに向かう途中、自動車事故で2人とも死去。